# Lizos
Lizos település Franciaországban, Hautes-Pyrénées megyében. Lakosainak száma 112 fő (2022. január 1.). Lizos Oléac-Debat, Boulin, Hourc, Pouyastruc és Souyeaux községekkel határos.

## Népesség
A település népességének változása:
| Lakosok száma | 103  | 107  | 113  | 117  | 117  | 117  | 119  | 116  | 112  |
|               | 2013 | 2015 | 2016 | 2017 | 2018 | 2019 | 2020 | 2021 | 2022 |